# Wolfgang von Schweinitz
Wolfgang Wilhelm von Schweinitz (* 7. Februar 1953 in Hamburg) ist ein deutscher Komponist.

## Leben
Wolfgang von Schweinitz ist der Sohn von Bernhard Christof Georg von Schweinitz (* 1912) und dessen Ehefrau Gabriele von Rauchhaupt (* 1930).
Er erhielt in Washington, D.C. von 1965 bis 1969 Unterricht in Kompositionslehre und Tonsatz bei Esther Balou. Nach seinem Abitur studierte er an der Hochschule für Musik und Theater Hamburg Komposition, von 1971 bis 1973 bei Ernst Gernot Klussmann und von 1973 bis 1975 bei György Ligeti. Es folgten Studien- und Arbeitsaufenthalte an der Stanford University bei John Chowning sowie in Mexiko und Guatemala. Von 1976 bis 1978 lebte er in München, 1978 bis 1979 als Stipendiat in der Villa Massimo in Rom; zur gleichen Zeit wie Sarah Kirsch, deren Gedichtzyklus Papiersterne er 1980/81 vertonte. 1980 war er Dozent bei den Darmstädter Ferienkursen. Nach einigen Jahren in Bothel und Heide (Holstein) zog er 1993 nach Berlin, bevor er von 1994 bis 1996 eine Gastprofessur für Komposition an der Hochschule für Musik Franz Liszt in Weimar bekleidete. Anschließend lebte er wieder in Berlin, bis er 2007 als Nachfolger von James Tenney auf den Roy E. Disney Family Chair in Musical Composition am California Institute of the Arts in Lancaster berufen wurde.
1986 wurde von Schweinitz mit dem Schneider-Schott-Musikpreis Mainz und 1992 mit dem Hindemith-Preis ausgezeichnet.

## Werk
Seinen Durchbruch als Komponist hatte Schweinitz mit seinen Mozart-Variationen op. 12 (1976/77). Dieses auf acht Takten aus Mozarts Maurerischer Trauermusik basierende Orchesterstück prägte das Bild des Komponisten, der auch in anderen Frühwerken bewusst auf traditionelle Formen oder Kompositionen bekannter Komponisten zurückgriff, um sie in einer durch Cluster "verschmutzten" Tonalität zu verarbeiten. Daher versah ihn die Kritik zusammen mit den zu dieser Zeit ähnlich arbeitenden Komponisten Wolfgang Rihm, Hans-Jürgen von Bose, Hans-Christian von Dadelsen, Detlev Müller-Siemens und Manfred Trojahn mit dem von Aribert Reimann geprägten Etikett Neue Einfachheit, das sich gegen die zu dieser Zeit in der westeuropäischen Avantgarde bevorzugte Serielle Musik richtete.
In den 90er Jahren wendete sich Schweinitz der Komposition in der Reinen Stimmung zu. Für diese Werke entwickelte er in Zusammenarbeit mit Marc Sabat und unter Verwendung von Arbeiten von Hermann von Helmholtz und Alexander John Ellis die erweiterte Helmholtz-Ellis-Notation, die er in Konzerten mit Hilfe eines Orthotonophoniums der Öffentlichkeit präsentierte.

## Diskografie
- Variationen über ein Thema von Mozart. Harmonia Mundi Deutschland 1027 (Schallplatte).
- Messe für Soli, Chor und Orchester op. 21. Wergo 60504-50 (CD).

## Auszeichnungen
- Schneider-Schott-Musikpreis Mainz (1986)